# BRCA1
BRCA1 (breast cancer 1, «cáncer de mama 1») es un gen supresor de tumores humano, que regula el ciclo celular y evita la proliferación incontrolada.  La proteína BRCA1, producto de este gen, forma parte del sistema de detección y reparación de los daños del ADN. El gen BRCA1 está situado en el brazo largo (q) del cromosoma 17, en la posición 21, desde el par de bases 38.449.843 hasta el par de bases 38.530.933. Diversas mutaciones de este gen están implicadas en algunos tipos de cáncer, especialmente el cáncer de mama. En las mujeres portadoras de mutaciones en el gen BRCA1, el riesgo acumulado hasta los 70 años se estima entre 51 y 95% para cáncer de mama y entre 22 y 66% para cáncer de ovario.

## Descubrimiento
La primera evidencia de la existencia de este gen se obtuvo por el laboratorio King de la Universidad de California en 1990. Cuatro años después, tras una carrera internacional por hallarlo, el gen fue clonado por la Universidad de Utah, el ‘National Institute of Environmental Health Sciences’ (NIEHS) y ‘Myriad Genetics’.

## Mutaciones y Riesgo de Cáncer
Algunas variaciones del gen BRCA1 provocan que la persona afectada tenga un alto riesgo de desarrollar cáncer de mama a lo largo de su vida. Los investigadores han identificado más de 600 mutaciones en el gen BRCA1, muchas de los cuales están asociados con un mayor riesgo de cáncer. Estas mutaciones pueden consistir en cambios en una o un pequeño número de pares de bases de ADN, las cuales pueden ser identificadas mediante la técnica de PCR y secuenciación del ADN.
En algunos casos, las mutaciones implican la reorganización de grandes segmentos de ADN. Este tipo de mutaciones llamadas a veces grandes reordenamientos, pueden consistir en la deleción o duplicación de uno o varios exones del gen. Los métodos clásicos para la detección de mutaciones (secuenciación) son incapaces de revelar este tipo de mutaciones. Se proponen otros métodos: Q-PCR, Multiplex Ligation-dependent Probe Amplification (MLPA), y Quantitative Multiplex PCR of Shorts Fluorescents Fragments (QMPSF). Los nuevos métodos se han propuesto recientemente: el análisis de heterodúplex (HDA) en electroforesis capilar o también hibridación genómica comparada (CGH array).
La participación de BRCA1 en el desarrollo del cáncer de mama se ha comprobado en varios estudios. Algunos resultados sugieren que la hipermetilación podría ser considerada como un mecanismo para inactivar la expresión de BRCA1, que ha sido reportada en algunos casos de cáncer.
Habitualmente, un gen BRCA1 mutado produce una proteína que no funciona correctamente porque es anormalmente corta. Los investigadores creen que las proteínas defectuosas BRCA1 no está en condiciones de ayudar a corregir las mutaciones que se producen en otros genes. Estos defectos se acumulan y pueden permitir a las células crecer y dividirse de forma descontrolada, formando un tumor.
Además de cáncer de mama, las mutaciones en el gen BRCA1 también aumentan el riesgo de cáncer de ovario, trompas de Falopio y de próstata. Por otra parte, las lesiones precancerosas (displasia) dentro de las trompas de Falopio se han relacionado con mutaciones genéticas BRCA1.

## Firmas mutacionales asociadas a BRCA1 y BRCA2
Las firma mutacionales del cáncer son los procesos de mutación en el ADN de las células que siguen un patrón característico y fijo. De 560 cánceres de mama analizados, 90 tuvieron mutaciones inactivadoras en BRCA1 o BRCA2 en la línea germinal o somática, o mostraron metilación del promotor BRCA1. La pérdida del cromosoma 17 o 13 se observó en 80 de los 90 casos. Estos exhibieron muchas mutaciones de sustitución de base de la firma 3, y sustituciones de doble nucleótido de la firma 8. Así, estas dos firmas están asociadas con la ausencia de BRCA1 y BRCA2.
Los cánceres con mutaciones en BRCA1, pero no en BRCA2, muestran un gran número de pequeñas duplicaciones en tándem de la firma de reordenación 3. Los cánceres con mutaciones BRCA1 o BRCA2 muestran un número sustancial de deleciones de firma de reordenación 5.

## Patentes y Controversia
En 1994, a través de la Universidad de Utah, el ‘National Institute of Environmental Health Sciences’ y ‘Myriads Genetics’, patentaron en EE. UU. el aislamiento del gen BRCA1 y las mutaciones relacionadas con una mayor predisposición a padecer cáncer, así como los métodos para diagnosticar las probabilidades de padecer cáncer de mama. De esta forma, el gen BRCA1 se convirtió en el primer gen patentado, siguiéndole el BRCA2 por ‘Myriad Genetics’ en 1995.
De esta forma, ‘Myriad Genetics’ se hizo con la patente de estos genes, ofertando su estudio a elevados costes e impidiendo realizar estudios paralelos para confirmar su validez.
En junio de 2013, la Corte Suprema de EE. UU. anunció que un segmento de ADN es un producto natural, el cual no puede ser patentado bajo ningún concepto. Esta decisión invalidó la patente del BRCA1 y BRCA2. No obstante, actualmente sigue abierto un proceso jurídico sobre este asunto por la Corte Federal de Australia.